# William Oughtred
William Oughtred (5. březen 1574, Eton – 30. červen 1660, Albury) byl anglický matematik. Je považován za jednoho z vynálezců logaritmického pravítka (okolo roku 1622). Zavedl do matematiky symbol x pro násobení a značky sin a cos pro funkce sinus a cosinus. Matematiku vystudoval na Eton College a King's College v Cambridge (1600). Chvíli zde i učil, ale univerzitu opustil roku 1603, kdy byl vysvěcen na anglikánského kněze. Roku 1610 se usadil v Albury, nedaleko Guildfordu, jakožto anglikánský pastor ("rector"). Přitom ale učil matematiku, ať už korespondenčním vedením nebo přímo, k jeho žákům patřili například John Wallis nebo Seth Ward. Roku 1631 vydal své klíčové dílo, učebnici Clavis Mathematicae, která silně ovlivnila například Isaaca Newtona. Zkonstruoval též nový typ slunečních hodin. Krom matematiky se ovšem také zabýval alchymií a astrologií.